# Théodore Chassériau
Théodore Chassériau (El Limón, 20 settembre 1819 – Parigi, 8 ottobre 1856) è stato un pittore francese di impronta romantica, apprezzato per i suoi ritratti, i suoi nudi, i dipinti a tema religioso e storico, i murali allegorici e le immagini ispirate ai suoi viaggi in Algeria.

## Biografia
Figlio di Benoît Chassériau e Marie-Madeleine Couret de la Blaquière, Chassériau nacque nella Repubblica Dominicana da un'antica famiglia francese da parte paterna, e di una famiglia di proprietari terrieri creoli da parte materna.

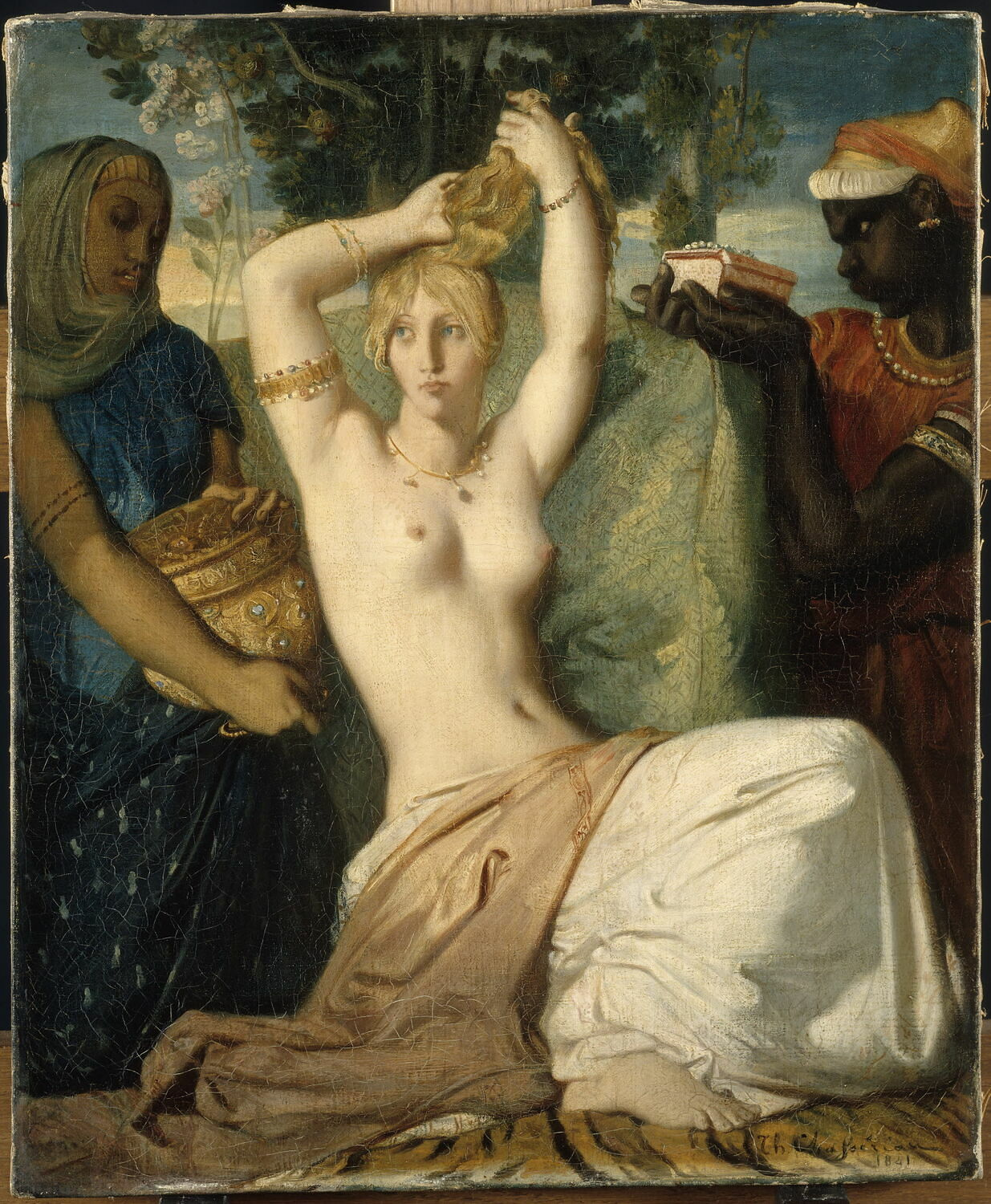
La toilette di Ester (1841), Musée du Louvre

Nel 1821 la famiglia si trasferì a Parigi, dove già in età precoce Chassériau dimostrò di possedere un buon talento artistico, al punto da consentirgli di entrare, appena undicenne, nell'atelier di Jean-Auguste-Dominique Ingres, conquistando l'ammirazione del suo maestro che lo ribattezzò il "Napoleone della pittura".
Quando Ingres venne nominato, nel 1834, direttore di Villa Medici a Roma, Chassériau seguì il maestro in questa trasferta biennale.
Rientrato a Parigi, espose al Salon in un momento creativo di sintesi tra il classicismo di Ingres ed il romanticismo di Eugène Delacroix, affermandosi nel 1838 con la Venere anadiomene. Le sue grandi pitture murali influenzarono molto il giovane Pierre Puvis de Chavannes.
I suoi lavori della prima maturità furono Susanna e i vecchi e Venere del 1839, Diana sorpresa da Atteone e Andromeda sulle rocce del 1840, nei quali elaborò un suo gusto ed un suo ideale nella raffigurazione dei nudi femminili, che evidenziarono un lento distacco dalla castigatezza di Ingres ed un maggiore accostamento alla sensualità romantica di Delacroix.
Le principali opere a tema religioso di quegli anni furono il Cristo sul Monte degli Olivi e una Santa Maria di Egitto per la chiesa di Santa Maria di Parigi completate nel 1843.
Intensa fu, contemporaneamente, l'attività di ritrattista, ben rappresentata dal Ritratto di padre Dominique Lacordaire (1840) e Le due sorelle (1843), nei quali manifestò una maggiore propensione per colori esotici, gradualmente intensificata dopo il viaggio del 1846 in Algeria.
Nel 1849 sviluppò tematiche influenzate dal soggiorno africano, manifestate in Ali-Ben-Hamet, califfo, Arabo visita i suoi vassalli e Donne ebree alla finestra (ora al Museo del Louvre).
Dopo aver decorato la Corte dei conti, nel 1853 vinse al Salon con il Tepidarium, risultata una delle sue migliori opere del periodo maturo, ispirata da una classica situazione di vita pagana pompeiana.
Dell'ultimo periodo si ricordano anche una Ninfa dormiente e la decorazione nella chiesa di San Rocco a Parigi.

## Opere

### Dal 1835 al 1849
- 1835 : Autoportrait, pittura (Museo del Louvre)
- 1835 : Aline Chassériau, pittura  (Museo del Louvre)
- 1835 : Prosper Marilhat, (1811-1847), pittura (Museo del Louvre)
- 1836 : Ernest Chassériau, pittura (Museo del Louvre)
- 1836 : Caïn maudit
- 1836 : Portrait d'Aline Chassériau, disegno (Fogg Art Museum di Harvard)
- 1836 : L'Enfant et la poupée (ritratto di Laure Stéphanie Pierrugues), pittura (coll. privata)
- 1836 : Retour de l'enfant prodigue
- 1837 : Ruth et Booz
- 1838 : Venere marina o Venere Anadiomene, pittura (Museo del Louvre)
- 1839 : Suzanne au bain, pittura (Museo del Louvre)
- 1839 : Isaure Chassériau
- 1840 : Andromède attachée au rocher par les Néréides, pittura  (Museo del Louvre)
- 1840 : Henri Lacordaire, (chiostro di Santa Sabina a Roma), pittura  (Museo del Louvre)
- 1840 : Jeune prêtre, pittura  (Detroit Institute of Arts)
- 1840 : Le Christ au jardin des oliviers, (Musée des beaux-arts di Lyon)
- 1840 : Diane surprise par Actéon
- 1841 : Esther se parant pour être présentée à Assuérus o La toilette di Ester, pittura  (Museo del Louvre)
- 1841 : Portrait de Jeune Femme aux colliers de perles, pittura  (Fogg Art Museum of Harvard)
- 1841 : Portrait de La Comtesse de Marie d'Agoult, (disegno e pittura)
- 1841 : Charlotte de Pange (1616-1850), (Metropolitan Museum of Art, New York)
- 1842 : Trois scènes de la vie de Sainte Marie l'Egyptienne, (Museo del Louvre)
- 1842 : La baigneuse (vue de dos), (Pinacothèque de Munich)
- 1842 : Amiral Baron Guy-Victor Duperré, disegno (Detroit Institute of Arts)
- 1842 : Les Captives troyennes
- 1842 : Descente de croix, (Saint-Étienne, chiesa di Sainte-Marie, Salon del 1842)
- 1843 : Les Deux Sœurs, (Aline & Adèle, sorelle di Théodore) (Museo del Louvre)
- 1844 : Apollon et Daphné, pittura  (Museo del Louvre)
- 1844 : Le Christ au Jardin des oliviers, (un'altra versione, completamente diversa da quella del 1840 - abbazia di Souillac, Lot)
- 1845 : Ali-Ben-Hamed, calife de Constantine, pittura  (Museo di Versailles)[5]
- 1845 : Cléopâtre se donnant la Mort
- 1845 : Portrait de femme
- 1846 : Baronne Charles Frédéric Chasséria née Joséphine Warrain, disegno (Art Institute of Chicago)
- 1846 : Portrait de M. Félix Barthe, disegno (Museum of the Art Rhode Island School of Design)
- 1848 : L'Actrice Alice Ozy, disegno (Detroit Institute of Arts)
- 1848 : Mademoiselle Cabarrus, pittura (Musée des beaux-arts de Quimper)
- 1849 : Le Coucher de Desdémone, pittura (Museo del Louvre)
- 1849 : Héro et Léandre, dit Le Poète et la Sirène, (Museo del Louvre)
- 1849-1851 : Femme de pêcheur de Mola di Gaete embrassant son enfant peinture, pittura (Museum of the Art Rhode Island School of Design)

### Dal 1850 al 1856
- 1850 : Nymphe endormie près d'une source, pittura (Avignone, Museo Calvet)
- 1850 : Femme maures
- 1850 : Cavaliers arabes
- 1850 : La Tentation de Saint Antoine
- 1850 : Young Moorish Woman Nursing her Child, pittura (Metropolitan Museum of Art, New York)
- 1850 : Le Baptême de l'eunuque
- 1850 : Portrait d'Alexis de Tocqueville, disegno
- 1851 : Femme et fillette de Constantine avec une gazelle
- 1851 : Portrait of Raymond de Magnoncourt, disegno (The J. Paul Getty Museum)
- 1852 : Chefs de tribus arabes se défiant en combat singulier, sous les remparts d'une ville, (Museo d'Orsay)
- 1852 : Cavaliers arabes emportant leurs morts, après une défaite contre des Spahis, (ne esistono due versioni, una Museo del Louvre e una al Fogg Art Museum di Harvard)
- 1852 : Le Christ chez Marthe et Marie
- 1853 : La Défense des Gaules, pittura (musée d'art Roger-Quilliot, Clermont-Ferrand)
- 1853 : Marchand arabe présentant une jument, (palazzo delle belle-arti, Lilla)
- 1853 : Tepidarium de Pompei, pittura (Museo d'Orsay)
- 1854 : Le tepidarium, au thermes de Pompeii, (Museum of Gezireh, Il Cairo - Egitto)
- 1854 : Bataille de cavaliers arabes autour d'un étendard, (Dallas Museum of Art)
- 1854 : Macbeth apercevant le spectre de Banco
- 1854 : Intérieur de Harem, pittura (Museo di Belle Arti di Strasburgo)
- 1855 : Macbeth suivi de Banco rencontre les Trois Sorcières sur la Lande
- 1855 : Juives de Constantine
- 1855 : Combat de cavaliers arabes, pittura (Fogg Art Museum di Harvard)
- 1855 : La défense des Gaules par Vercingétorix, (Musée d'art Roger-Quilliot di Clermont-Ferrand)
- 1856 : Othello et Desdémone, (una delle scene di Otello)
- 1856 : Desdémone, (una delle scene di Otello)

## Mostre
- Théodore Chassériau : Parfum exotique, Museo nazionale d'arte occidentale di Tokyo (Giappone), dal 28 febbraio al 28 maggio 2017.
- Théodore Chassériau : "Obras sobre papel" - Galerie nationale des beaux-arts di Santo Domingo e Centre culturel León di Santiago de los Caballeros, nella Repubblica Dominicana, 2004
- Rétrospective Théodore Chassériau, 1819-1856 - Galeries nationales du Grand Palais a Parigi, al Museo di Belle Arti di Strasburgo e al Metropolitan Museum of Art di New York, 2002
- Chassériau. 1819-1856 : exposition au profit de la Société des amis du Louvre - Galerie Daber, Parigi, 1976
- Theodore Chassériau. 1819-1856 - Musée des beaux-arts di Poitiers, 1969
- Théodore Chassériau - Musée national des beaux-arts d'Alger, 1936
- Restrospettiva Théodore Chassériau, 1819-1856 - Museo dell'Orangerie, Parigi, 1933
- Aquarelles et dessins de Chasseriau (1819-1856) - Galleria L. Dru, Parigi, giugno-luglio 1927
- Les Peintres orientalistes français-Quatrième Exposition : Rétrospective Théodore Chassériau - Galleria Paul Durand-Ruel, Parigi, 1897.

## Galleria d'immagini

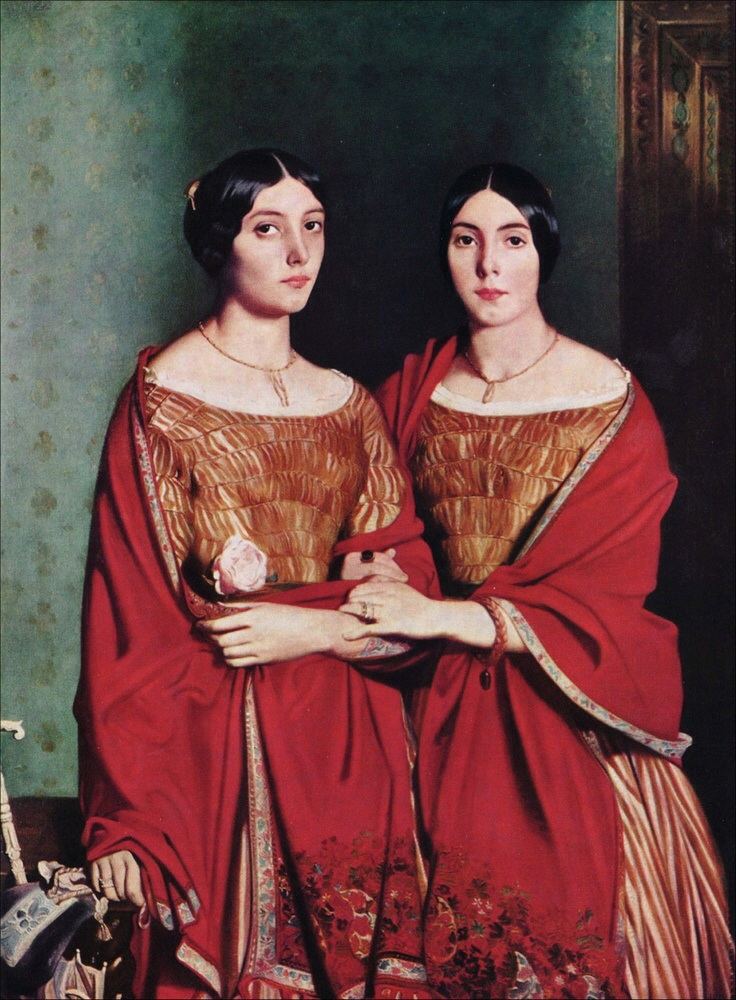
Le sorelle dell'artista
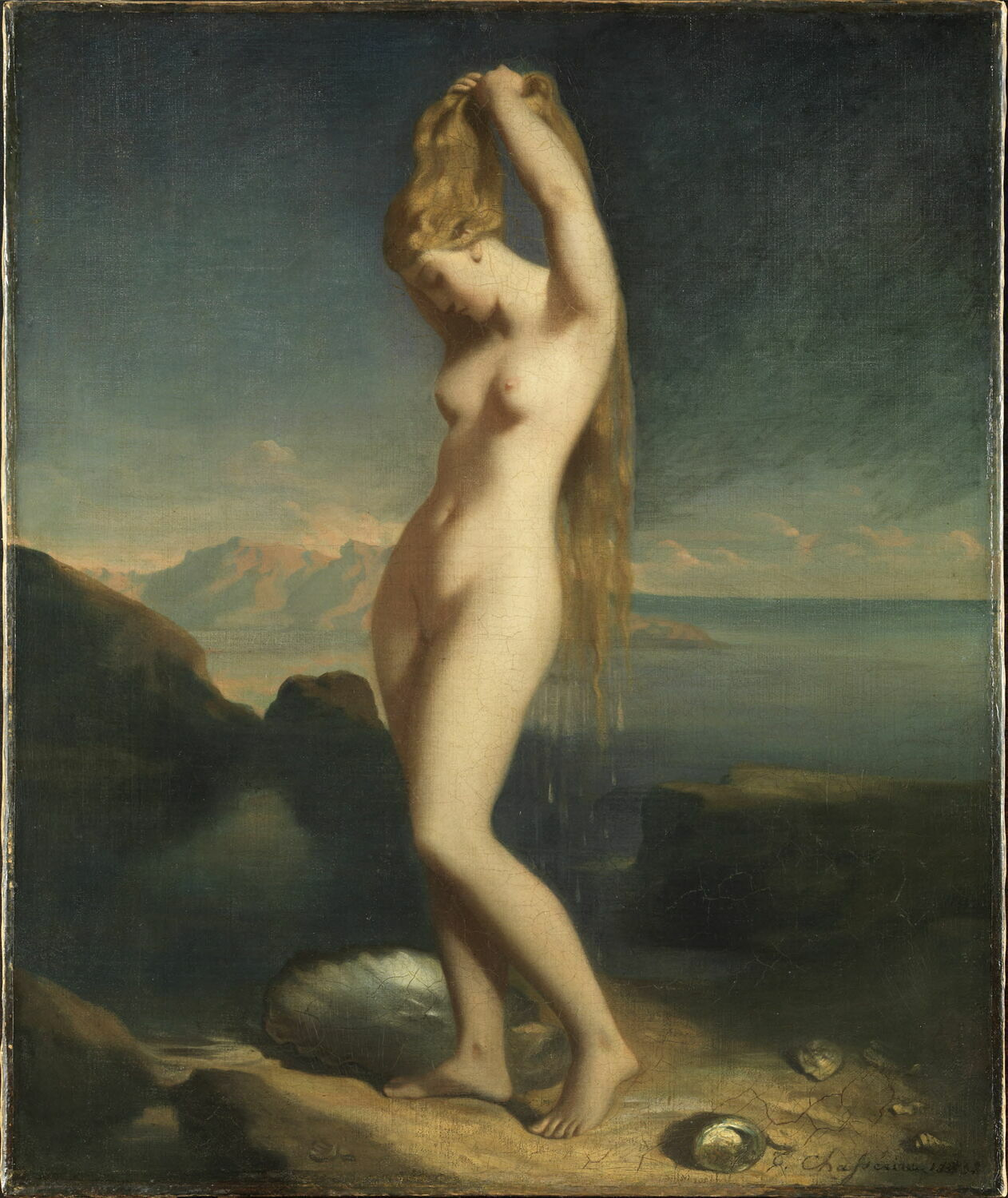
Venere anadiomene
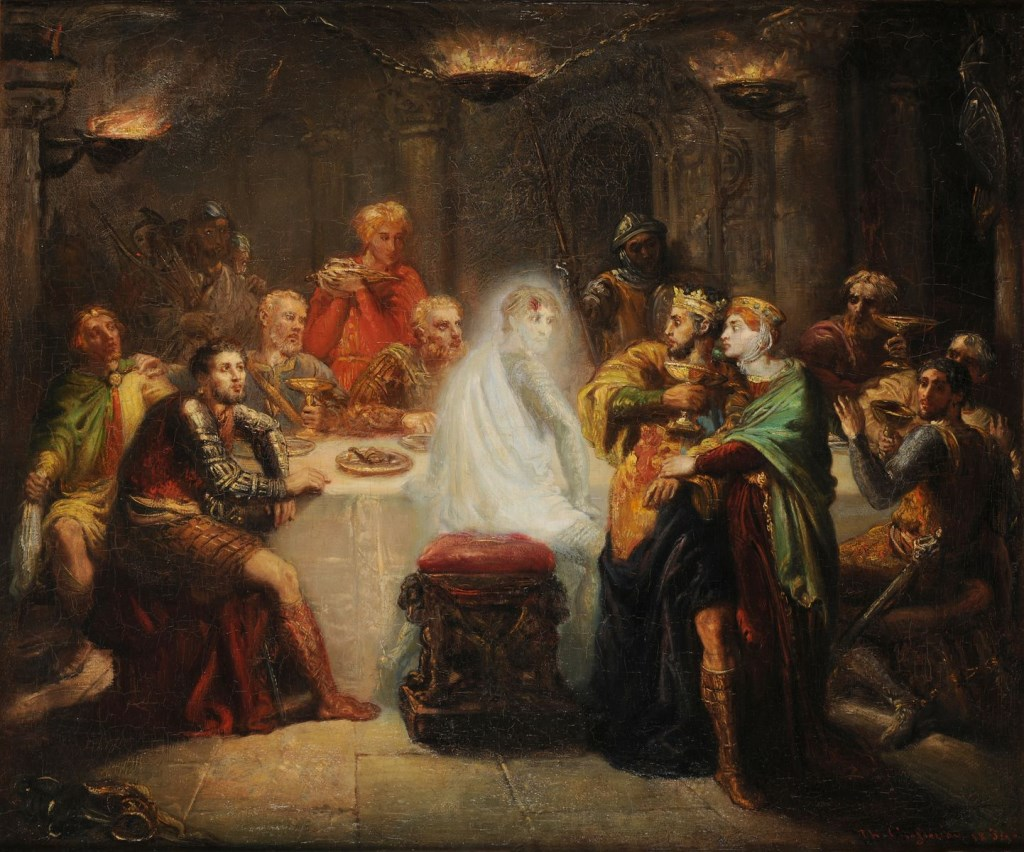
Il fantasma di Banquo, 1854, Reims, Museo delle Belle Arti